# 吉木りさのタミウタ
『吉木りさのタミウタ』（よしきりさのタミウタ）はNHK-FMで2017年4月9日から2022年4月3日まで放送されていたラジオの音楽番組。
これまでの『日本の民謡』を受け継ぎ、新しい民謡番組として再出発するもので、この番組では、「日本人のソウルミュージック・タミウタ」をいろんな切り口で紹介するもので、これまでの民謡番組で扱ってこなかった、「ふるさとに根づく風習やお祭り、恋愛」に関する「タミウタ」も紹介する。また月末の週は原則としてリクエストコーナーに充てていた他、原則として5週ある月はそのうちの1週程度でアンコール放送があった。。

## 番組の終焉
2022年春の編成抜本見直しの影響で、同年4月3日をもって終了し、5年の歴史に幕を閉じた。
後継番組として、2022年1月2日と1月3日に新春特番として放送された『駒井蓮のニポミン!』に引き継ぐことになつた。

## 放送時間

### 放送
- 毎週日曜日 11:00 - 11:50 （JST）再放送はない[2]。

※「らじる★らじる」による放送終了後1週間のオンデマンド配信（聴き逃し配信）あり。

### 2019年4月1日までの再放送
- 毎週月曜日 5:00 - 5:50 （JST） ※本放送の翌月曜日

NHK沖縄放送局は、このころから『沖縄ミュージックジャーニー』（初回生:第1金曜18:00-18:50）の再放送が当番組の初回生放送の時間帯に充当されていたため、この場合は再放送が初回放送の扱いとなっていた。
再放送廃止後は、『ミュージックジャーニー』の再放送日はネット返上扱いとなった。但し、らじるらじるによる、全国主要8都市からのリアルタイム配信と聞き逃し配信、並びにradikoにおける東京からのリアルタイム配信では聴取ができた。

## 出演者
司会
- 吉木りさ
- ゆかり（日本コロムビア所属の民謡歌手）

コーナーゲスト
- IVAN
- 都築響一
- 徳光和夫（2021年8月8日） - ゲスト